# Хронологија ФНРЈ и КПЈ април 1948.
Хронолошки преглед важнијих догађаја везаних за друштвено-политичка дешавања у Федеративној Народној Републици Југославији (ФНРЈ) и деловање Комунистичке партије Југославије (КПЈ), као и општа политичка, друштвена, спортска и културна дешавања која су се догодила у току априла месеца 1948. године.
| ← март | ← март | ← март | ← март | ← март | ← март | ← март | ← март | ← март | Хронологија ФНРЈ и КПЈ током 1948. године | Хронологија ФНРЈ и КПЈ током 1948. године | Хронологија ФНРЈ и КПЈ током 1948. године | Хронологија ФНРЈ и КПЈ током 1948. године | Хронологија ФНРЈ и КПЈ током 1948. године | Хронологија ФНРЈ и КПЈ током 1948. године | Хронологија ФНРЈ и КПЈ током 1948. године | Хронологија ФНРЈ и КПЈ током 1948. године | Хронологија ФНРЈ и КПЈ током 1948. године | Хронологија ФНРЈ и КПЈ током 1948. године | Хронологија ФНРЈ и КПЈ током 1948. године | Хронологија ФНРЈ и КПЈ током 1948. године | Хронологија ФНРЈ и КПЈ током 1948. године | Хронологија ФНРЈ и КПЈ током 1948. године | мај → | мај → | мај → | мај → | мај → | мај → | мај → |
| 1      | 2      | 3      | 4      | 5      | 6      | 7      | 8      | 9      | 10                                        | 11                                        | 12                                        | 13                                        | 14                                        | 15                                        | 16                                        | 17                                        | 18                                        | 19                                        | 20                                        | 21                                        | 22                                        | 23                                        | 24    | 25    | 26    | 27    | 28    | 29    | 30    |

### 3. април
- У Београду у Југословенском драмском позоришту (ЈДП), основаном 1947. године, одиграна прва представа — Краљ Бетајнове Ивана Цанкара, у режији Бојана Ступице. Овај дан се узима за почетак рада позоришта и обележава се као његов дан. Директор позоришта био је књижевни и позоришни критичар Ели Финци, а уметнички руководилац редитељ Бојан Ступица, док је глумачки ансамбл је бројао 60 имена, међу којима су били — Милан Ајваз, Бранка Веселиновић, Капиталина Ерић, Карло Булић, Млађа Веселиновић, Миливоје Живановић, Стево Жигон, Јозо Лауренчић, Мата Милошевић, Бранко Плеша, Јожа Рутић, Виктор Старчић, Александар Стојковић, Мира Ступица, Рахела Ферари, Марија Црнобори и др.[1]

### 4. април
- На Цетињу одржан Први земаљски конгрес Савеза бораца НОР Црне Горе. У име Иницијативног одбора Конгрес је отворио Божо Љумовић, који је поднео Реферат о организационим питањима Савеза бораца, а Саво Јоксимовић је поднео Реферат о организационим питањима Савеза бораца. Конгрес је изабрао Земаљски одбор од 25 чланова, за чијег председника је изабран Блажо Јовановић.[2]
- У Новом Саду у Галерији слика Матице српске отворена прва послератна изложба савремених ликовних уметника Војводине, на којој су изложени радови 38 сликара и вајара са 130 ликовних радова. Поред осталих, на изложби су изложени радови — Стевана Боднарова, Милана Коњовића, Уроша Предића, Ивана Радовића, Паје Јовановића, Стојана Трумића, Миленка Шербана, Миливоја Николајевића и др.[2]

### 9. април
- У Загребу преминуо прота Јевстатије Караматијевић (1881—1948), православни свештеник, члан Самосталне демократске странке, учесник Народноослободилачког рата, потпредседник ЗАВНО Санџака, посланик Народне скупштине НР Србије и потпредседник Црвеног крста Југославије.

### 11. април
- У Београду, у близини Ушћа, одржан свечани митинг на коме је извршена смотра 19 омладинских радних бригада које су сутрадан 12. априла започеле радове на изградњи Новог Београда. Митингу и смотри радних бригада, присуствовали су председник Владе НР Србије Благоје Нешковић, председник Привредног савета ФНРЈ Борис Кидрич, министри Владе ФНРЈ Никола Петровић и Влада Зечевић, генерални секретар Владе ФНРЈ Љубодраг Ђурић, председник Централног већа Народне омладине Милијан Неоричић, председник и секретар Извршног одбора Београда Нинко Петровић и Рато Дугоњић. Изградња Новог Београда отпочела је на девет градилишта, а прва фаза изградње завршена је 1950. године. Овај дан се обележава као Дан Градске општине Нови Београд.[2][3]

### 12. април
- У Београду, 12. и 13. априла, одржана пленарна седница Централног комитета КП Југославије поводом оптужби које су Стаљин и ЦК СКП(б) изрекли на рачун КП Југославије. Након дискусије свих чланова Централног комитета, усвојен је текст одговора на писмо ЦК СКП(б) од 27. марта, у коме су документовано оповргнуте оптужбе и изражено чуђење и незадовољство због става који је ЦК СКП(б) заузео према КПЈ. Пошто се са садржином одговора нису сложили Андрија Хебранг и Сретен Жујовић, донета је одлука да се организује комисија која ће испитати њихов случај.[2][4]

### 18. април
- У Сарајеву одржан Други конгрес Народног фронта Босне и Херцеговине, коме је присуствовало 1.100 делегата. У току Конгреса је поднет Извештај о раду Народног фронта Босне и Херцеговине од Првог до Другог конгреса и извршен избор Земаљског одбора.[2]
- У Новом Саду одржана Покрајинска конференција Антифашистичког фронта жена Србије за Војводину, на којој је поднет извештај о раду у 1947. години. Након одређивања нових задатака, Конференција је изабрала нови Покрајински одбор од 125. чланова.[2]

### 19. април
- У Љубљани одржана седница Централног комитета КП Словеније на којој су разматране и одбачене оптужбе Централног комитета СКП(б) и подржани ставови ЦК КП Југославије донети на пленуму одржаном 12. и 13. априла.[5]

### 20. април
- У Београду, 20. и 21. априла, одржан Пленум Централног комитета КП Србије на коме су размотрене и одбачене оптужбе Централног комитета СКП(б) и подржани ставови ЦК КП Југославије донети на пленуму одржаном 12. и 13. априла. На истој седници донета је одлука да се у Централни комитет кооптирају Добривоје Видић, секретар Покрајинског комитета КПС за Војводину и Рато Дугоњић, секретар Месног комитета КПС за Београд.[5][3]

### 25. април
- У Београду одржан Други конгрес Антифашистичког фронта жена Србије, на коме је размотрен рад и постигнути успеси од Првог до Другог конгреса у утврђене смернице даљег рада у оквиру задатака, који су постављени на Другом конгресу Народног фронта Србије.[5]

### 26. април
- У Љубљани одржан Други конгрес Ослободилачког фронта Словеније, на коме су разматрани рад и задаци организација Ослободилачког фронта у вези са извршењем Петогодишњег плана. Главни извештај поднео је секретар Извршног одбора Миха Маринко, а о значају Народног фронта у мобилизацији свих снага за изградњу социјализма говорио је Едвард Кардељ. Изабран је нови Главни и Извршни одбор, који су сачињавали — председник Јосип Видмар, потпредседници Едвард Кардељ, Борис Кидрич, Јосип Рус и Едвард Коцбек, као и Секретаријат, који је водио Миха Маринко.[5]

### 27. април
- У Београду Президијум Народне скупштине НР Србије донео Указ о национализацији приватних привредних предузећа на територији Народне Републике Србије.[5]

### 28. април
- У Загребу Президијум Сабора НР Хрватске донео Указ о национализацији приватних привредних предузећа на територији Народне Републике Хрватске.[5]
- У Сарајеву Президијум Народне скупштине НР Босне и Херцеговине донео Указ о национализацији приватних привредних предузећа на територији Народне Републике Босне и Херцеговине.[5]

### 30. април
- У Београду одржана седница Централног комитета савеза комунистичке омладине Југославије на којој су разматране и одбачене оптужбе Централног комитета СКП(б) и подржани ставови ЦК КП Југославије донети на пленуму одржаном 12. и 13. априла.[6]